# 路易·冈图瓦
路易·冈图瓦（法語：Louis Gantois，1929年11月15日—2011年2月26日），法国男子皮划艇运动员。他曾代表法国参加1952年夏季奥林匹克运动会皮划艇比赛，获得男子双人皮艇1000米铜牌。